# Wolfova–Rayetova hvězda

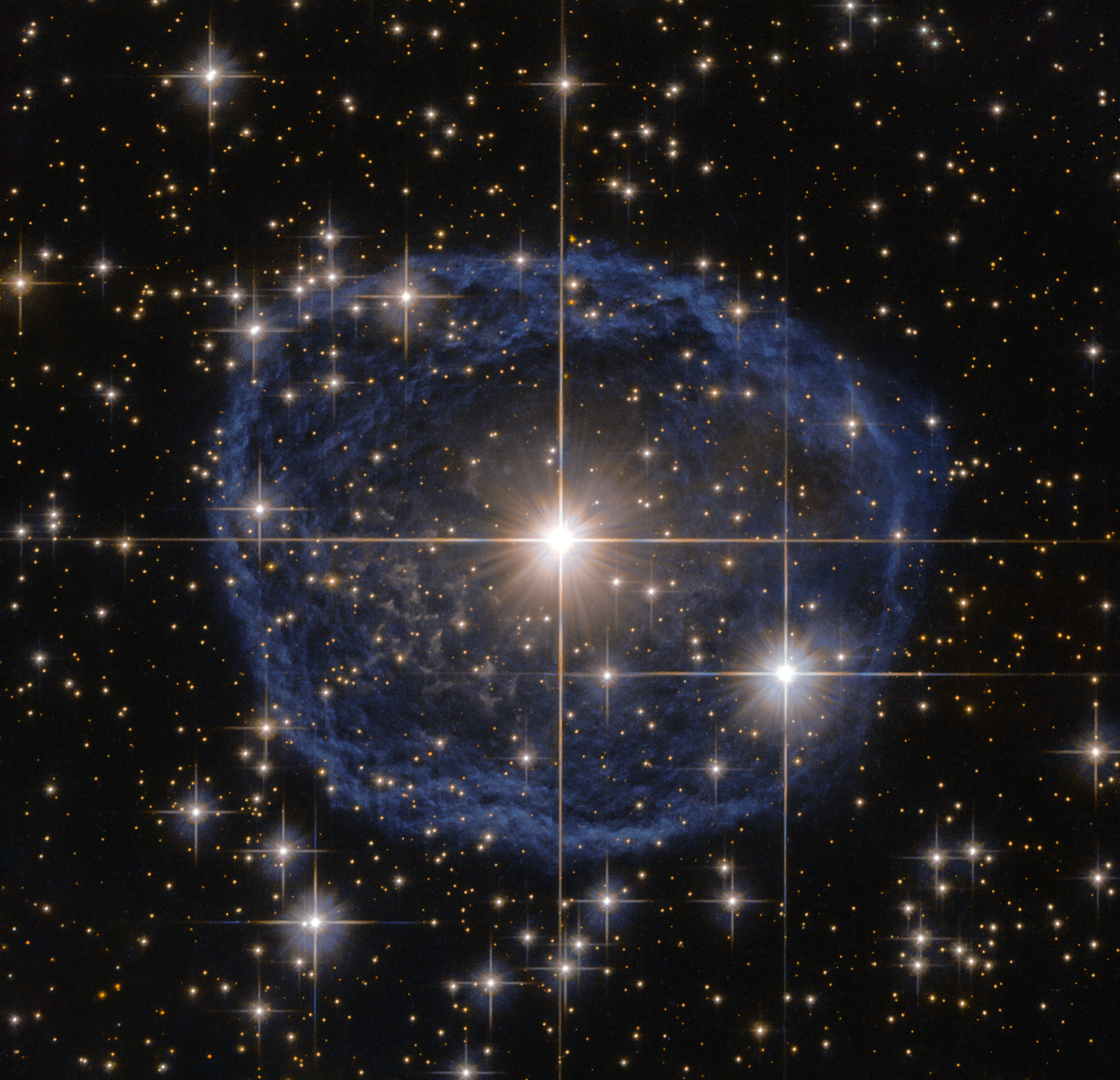
Wolfova–Rayetova hvězda WR 31a uprostřed obrázku je obklopena modrou bublinovitou mlhovinou zářící v důsledku střetu intenzivního hvězdného větru s materiálem vyvrženým v dřívějších stádiích života této hvězdy

Wolfovy–Rayetovy hvězdy jsou velmi hmotné hvězdy hlavní posloupnosti s velmi vysokou svítivostí a velmi krátkou dobou života (méně než milion let).
Oproti ostatním hvězdám hlavní posloupnosti obsahují jen málo vodíku a naopak v nich převažují těžší prvky jako dusík nebo uhlík.

## Charakteristika
Hmotnost Wolfových–Rayetových hvězd se pohybuje v rozsahu 25–60 hmotností Slunce. Povrchová teplota dosahuje 25 000 až 100 000 K, s maximem vyzařování v ultrafialové oblasti.
Wolfovy–Rayetovy hvězdy velmi intenzivně odvrhují hmotu do okolního vesmíru (řádově 10−5 hmotnosti Slunce za rok), vlivem čehož vznikají v jejich okolí specifický typ emisní mlhoviny – Wolfova–Rayetova mlhovina.
Spektrální třída Wolfových–Rayetových hvězd má samostatné označení W (označení vychází z toho, že vlivem vysoké teploty jsou spektrální čáry jednotlivých prvků široké – anglicky wide).
K roku 2024 bylo v naší Galaxii známo 669 Wolfových–Rayetových hvězd, odhaduje se však, že by jich měl být asi dvojnásobek.

## Typy Wolfových–Rayetových hvězd
Wolfovy–Rayetovy hvězdy jsou dvojího typu podle zastoupení nejvýznamnějšího prvku ve spektru
- typ N, v jehož spektru převažuje dusík
- typ C, v jehož spektru převažuje uhlík

Tyto třídy odpovídají postupnému vývoji Wolfovy–Rayetovy hvězdy: hvězdy typu N jsou vývojově mladší než hvězdy typu C.

### Stupně vývoje

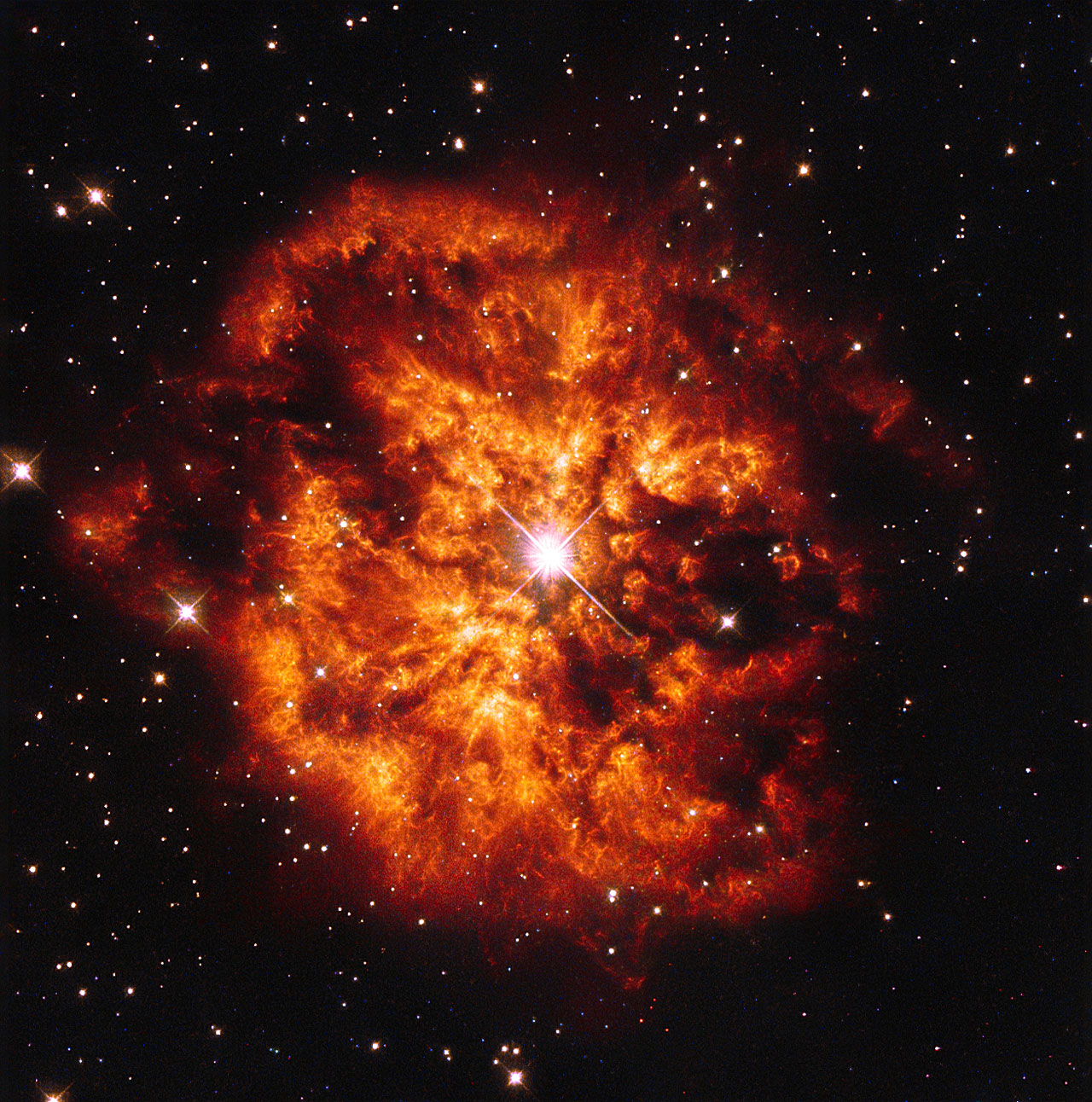
Wolfova–Rayetova hvězda WR 124 se svou mlhovinou

Obecně platí, že pokud u velmi horkých hvězd vyhoří v jádru hvězdy vodík, začne hvězda spalovat helium na uhlík. Konvektivní zóna zasahuje do blízkosti jádra a dochází tak k mísení hmoty v jádře a na povrchu. Proto je uhlík intenzivně vynášen do atmosféry hvězdy a lze jej pozorovat ve spektru.
Po vyhoření helia začne hvězda spalovat uhlík na neon a postupně dále až k železu. Fáze přeměny od uhlíku na železo trvá jenom stovky let.
Wolfovy–Rayetovy hvězdy velmi intenzivně odvrhují hmotu do okolního vesmíru (řádově 10−5 hmotnosti Slunce za rok), vlivem čehož vznikají v jejich okolí emisní mlhoviny.
Wolfovy–Rayetovy hvězdy po ukončení spalování hmoty vybuchují jako supernovy nebo (jak se teoreticky předpokládá) také jako hypernovy. Oba způsoby zániku hvězdy výrazně přispívají k obohacení vesmíru o těžké prvky.